# Jeremy Brett
Jeremy Brett, właśc. Peter Jeremy William Huggins (ur. 3 listopada 1933 w Berkswell Grange, zm. 12 września 1995 w Londynie) – angielski aktor telewizyjny, filmowy i teatralny, najlepiej znany jako Sherlock Holmes z serialu ITV Przygody Sherlocka Holmesa (The Adventures of Sherlock Holmes, 1984-85), a także jako Freddy Eynsford-Hill w ekranizacji musicalu My Fair Lady (1964).

## Życiorys

### Wczesne lata
Urodził się w Berkswell Grange w Anglii, w hrabstwie ceremonialnym West Midlands, w dystrykcie (unitary authority) Solihull jako syn pułkownika armii Henry’ego Williama Hugginsa i Elizabeth Edith Cadbury Butler, córki irlandzkich kwakrów. Wychowywał się z trzema starszymi braćmi: Johnem, Patrickiem i Michaelem. Jego bratanek Martin Clunes także został aktorem.
W dzieciństwie cierpiał z powodu dysleksji i zaburzenia mowy znanego jako reranie, które objawia się nieprawidłową artykulacją głoski „r”. Operacja korekcyjna, którą przeszedł jako nastolatek, a następnie lata ćwiczeń pozwoliły całkowicie zniwelować ten problem. Gdy miał już te trudności za sobą, charakterystyczną cechą jego kreacji aktorskich stała się staranna dykcja.
Kształcił się w renomowanej brytyjskiej szkole Eton College w Windsorze w hrabstwie Berkshire. Ukończył Central School of Speech and Drama w Londynie.

### Kariera
Jego profesjonalny debiut aktorski miał miejsce w 1954 roku na scenie Library Theatre w Manchesterze, po czym w Old Vic grał szekspirowskie role; Parysa Romeo i Julia (1955), Troilusa w Troilus i Kresyda (1956), Malcolma w Makbecie (1960), a także na Broadwayu Ryszardzie II (1956) jako książę Aumerle. Kiedy w 1959 grał rolę tytułową w tragedii szekspirowskiej Hamlet, był głęboko dotknięty nagłą śmiercią matki w wypadku samochodowym. W latach późniejszych grał w Royal National Theatre w Lambeth.
Od początku lat 60. wystąpił w wielu brytyjskich serialach telewizyjnych, m.in. w adaptacji powieści Aleksandra Dumasa Trzej muszkieterowie (The Three Musketeers, 1966) w roli d’Artagnana. W filmach pełnometrażowych pojawiał się stosunkowo rzadko. Wystąpił w roli hrabiego Mikołaja Rostowa w adaptacji powieści Lwa Tołstoja Wojna i pokój (1956) z Audrey Hepburn, z którą zagrał potem w ekranizacji musicalu My Fair Lady (1964) jako Freddy Eynsford-Hill. Jego partie wokalne w filmie zostały zdubbingowane mimo zdolności wokalnych aktora, które zaprezentował w przygotowanej przez brytyjską telewizję adaptacji operetki Wesoła wdówka (The Merry Widow, 1968) w roli hrabiego Daniły. W dreszczowcu ITC Entertainment Wyspa mew (The Secret Of Seagull Island, 1981) wystąpił jako tajemniczy David Malcolm.
Ostatni film z jego udziałem, Moll Flanders (1996), gdzie wcielił się w postać ojca artysty Jonathana Fieldinga, granego przez Johna Lyncha, miał premierę rok po jego śmierci.

## Życie prywatne
24 maja 1958 roku poślubił swoją pierwszą żonę, aktorkę Annę Massey, córkę Raymonda Masseya. Rozwiedli się 22 listopada 1962 roku, ponieważ, jak twierdziła Anna, mąż zostawił ją dla mężczyzny. Ich syn, urodzony w 1959 roku David Huggins, jest uznanym rysownikiem, ilustratorem i pisarzem.
Brett był osobą biseksualną. Był związany z Garym Bondem (1969–1976) i Paulem Shenarem (1973-78).
22 listopada 1977 roku Brett ponownie wstąpił w związek małżeński. Jego żoną została Joan Sullivan Wilson, producentka wykonawcza w brytyjskiej telewizji publicznej. Małżeństwo zakończyło się 4 lipca 1985 roku wraz z jej śmiercią – zmarła na zdiagnozowanego rok wcześniej raka trzustki. Joan miała dwójkę dzieci z poprzednich związków: syna Caleba i córkę Rebekah, które Brett traktował jak własne.
Cierpiał na kardiomiopatię, wywołaną przez przebytą w wieku 16 lat gorączkę reumatyczną, w wyniku której ucierpiały zastawki. Po śmierci drugiej żony Brett doznał załamania nerwowego, w wyniku czego trafił do szpitala, gdzie zdiagnozowano u niego także chorobę afektywną dwubiegunową. Leczenie tabletkami z litem, mającymi złagodzić objawy, dodatkowo obciążało organizm, powodując m.in. przybieranie na wadze i zatrzymywanie wody w organizmie. Niewydolność serca ostatecznie stała się przyczyną jego śmierci.
Zmarł 12 września 1995 roku w Londynie w wieku 61 lat.

## Jako Sherlock Holmes
Mimo że rola legendarnego detektywa Sherlocka Holmesa w telewizyjnych serialach i filmach wyprodukowanych przez brytyjską wytwórnię Granada w latach 1984–1994 była jedną z wielu w 40-letniej karierze aktorskiej Bretta, przyniosła mu ona największą popularność. Wystąpił łącznie w 41 odcinkach i 5 filmach pełnometrażowych, wraz z Davidem Burke, a później Edwardem Hardwicke w roli Doktora Watsona.
Aktor kładł szczególny nacisk na wprowadzenie większej pasji do postaci detektywa. Holmes w jego wykonaniu charakteryzował się między innymi ekscentryczną gestykulacją oraz krótkim, gwałtownym śmiechem. Obsesyjna i depresyjna osobowość Sherlocka fascynowała i przerażała Bretta. W wielu aspektach zachowanie Holmesa przypominało mu jego własne, z wybuchami energii i następującymi po nich okresami letargu. Brett skupiał się też na zgodności z oryginalnymi opowiadaniami i często zwracał uwagę na rozbieżności między scenariuszem a prozą Conana Doyle’a. Jedną z najistotniejszych rzeczy, z jakich korzystał na planie, były 77-stronicowa „Kartoteka Baker Street” („Baker Street File”) z wyszczególnionymi wszystkimi nawykami postaci Sherlocka.

## Kulturalne odniesienia
- Amerykański zespół Poi Dog Pondering w 2008 roku nagrał utwór pod tytułem Jeremy Brett, poświęcony aktorowi i jego dokonaniom[16].
- Salim Ghazi Saeedi w swoim albumie Human Encounter (Ludzkie spotkanie; 2011) zadedykował Jeremiemu Brett piosenkę zatytułowaną For Jeremy, embodying the Mastermind (Dla Jeremiego, który jest uosobieniem Mózgu)[17].

## Filmografia

### Filmy
- 1954: Svengali – Pierre (nie wymieniony w czołówce)
- 1956: Wojna i pokój – hrabia Mikołaj Rostow
- 1962: The Very Edge – Mullen
- 1963: The Wild and the Willing – Andrew Gilby
- 1963: Girl in the Headlines – Jordan Baker
- 1964: My Fair Lady – Freddy Eynsford-Hill
- 1965: Act of Reprisal – Harvey Freeman
- 1973: An Aspidistra in Babylon – kapitan Blaine
- 1981: The Good Soldier – Ashburnham
- 1981: Wyspa Mew – David Malcolm
- 1981: Madame X – doktor Terrence Keith
- 1978: Dotknięcie meduzy – Edward Parrish
- 1985: Florence Nightingale – William Nightingale, ojciec Florence
- 1987: Znak czterech – Sherlock Holmes
- 1988: Pies Baskerville’ów – Sherlock Holmes
- 1992: Mistrz szantażu – Sherlock Holmes
- 1993: Wampir z Sussex – Sherlock Holmes
- 1993: Szlachetnie urodzony kawaler – Sherlock Holmes
- 1995: Dzikie psy i Anglik/Wściekłe psy i Anglicy – Tony Vernon-Smith
- 1996: Moll Flanders – ojciec artysty

### Seriale
- 1966: Trzej muszkieterowie – d’Artagnan
- 1968: The Baron – Jeff Walker (odc. The Seven Eyes of Night)
- 1968: Kenilworth – Edmund Tressilian
- 1969: The Champions – Bej El Hammi (odc. Desert Journey)
- 1973: The Protectors – Kahan (odc. With a Little Help from My Friends)
- 1973: A Picture of Katherine Mansfield – John Middleton Murry
- 1974: Jennie: Lady Randolph Churchill – hrabia Charles Kinsky
- 1974: One Deadly Owner z cyklu Thriller – Peter Tower
- 1974: The Ferryman z cyklu Haunted – Sheridan Owen
- 1975: A Legacy – Eduard Merz
- 1977: Young Dan’l Boone – Langford (odc. The Trail Blazer)
- 1977: Supernatural – Mr. Nightingale (odc. Mr. Nightingale)
- 1978: The Incredible Hulk – James Joslin (odc. Of Guilt, Models and Murder)
- 1979: Hart to Hart – Mason Parks (odc. Death in the Slow Lane)
- 1979: Rebecca – Maxim de Winter
- 1980: Galactica 1980 – Xavier/Lt. Nash (odc. Spaceball)
- 1983: Number 10 – William Pitt Młodszy
- 1984: Statek miłości – Ernest Finley (odc. Ace’s Valet)
- 1984–1985: Przygody Sherlocka Holmesa – Sherlock Holmes
- 1985: Deceptions – Bryan Foxworth
- 1986–1988: Powrót Sherlocka Holmesa – Sherlock Holmes
- 1991–1993: Akta Sherlocka Holmesa – Sherlock Holmes
- 1994: Pamiętniki Sherlocka Holmesa – Sherlock Holmes

### Teatr telewizji
- 1957: Mrs. Dot – Freddie Perkins
- 1960: Makbet – Malcolm
- 1961: Piękna i Bestia – Książę/Bestia
- 1961: A Kind of Strength – Julian Bennett
- 1961: Portret Doriana Graya – Dorian Gray
- 1962: Bachantki – Dionizos
- 1962: The Typewriter – Pascal i Maxim
- 1962: Dinner with the Family – Jacques
- 1962: Sonata widm – Student
- 1968: For Amusement Only – Time for the Funny Walk – Henry
- 1968: Wesoła wdówka – hrabia Daniło
- 1970: Solo: Jeremy Brett as Lord Byron – Lord Byron
- 1974: Kupiec wenecki – Bassanio
- 1974: Affairs of the Heart: Grace – kapitan Yule
- 1974: Second House
- 1975: The Prodigal Daughter – ojciec Daley
- 1984: The Morte d’Arthur – król Arthur

Cykl „Producers’ Showcase”, NBC:
- 1957: Romeo i Julia – Parys

Cykl „Play of the Week”, ITV:
- 1958: Myself When Young – Paul Chase
- 1960: Tess – Angel Care
- 1963: Three Roads to Rome – The Rest Cure – Tonino

Cykl „Saturday Playhouse”, BBC:
- 1960: Guinea Pig – Nigel Lorraine

Cykl „Armchair Theatre”, ABC:
- 1964: Something to Declare – Plinio
- 1967: Quite an Ordinary Knife – Gino

Cykl „Mystery and Imagination”, ITV:
- 1966: The Lost Stradivarius – sir John Maltravers

Cykl „Theatre 625”, BBC2:
- 1966: The Queen & the Welshman – Villiers
- 1967: The Magicians: The Incantation of Casanova – Casanova

Cykl „Play of the Month”, BBC:
- 1969: An Ideal Husband – Vicount Arthur Goring
- 1970: The Rivals – Captain Jack Absolute
- 1975: The School for Scandal – Joseph Surface
- 1975: Stracone zachody miłości – Biron
- 1976: Portret Doriana Graya – Basil Hallward
- 1980: On Approval – George, książę Bristolu

Cykl „Ten from the Twenties”, BBC2:
- 1975: Motherlove – Willie Edwardes

## Nagrody
- Nagroda BAFTA 1989